# رباط الشعري (يريم)

تعديل مصدري - تعديل

رباط الشعري هي إحدى قرى عزلة بني منبة بمديرية يريم التابعة لمحافظة إب، بلغ تعداد سكانها 2444 نسمة حسب تعداد اليمن لعام 2004.

## المحلات التابعة للقرية
وسط القرية، المضيئة، قفا القرية، النخيفه، نجد القحوش، الشرسي، الجبوبة، باب العمشة